# Acraea selousi
Acraea selousi är en fjärilsart som beskrevs av Riley 1920. Acraea selousi ingår i släktet Acraea och familjen praktfjärilar. Inga underarter finns listade i Catalogue of Life.